# Al-Manadżir
Al-Manadżir (arab. المناجير) – miejscowość w Syrii, w muhafazie Al-Hasaka. W 2004 roku liczyła 12 156 mieszkańców.